# Metro w Petersburgu

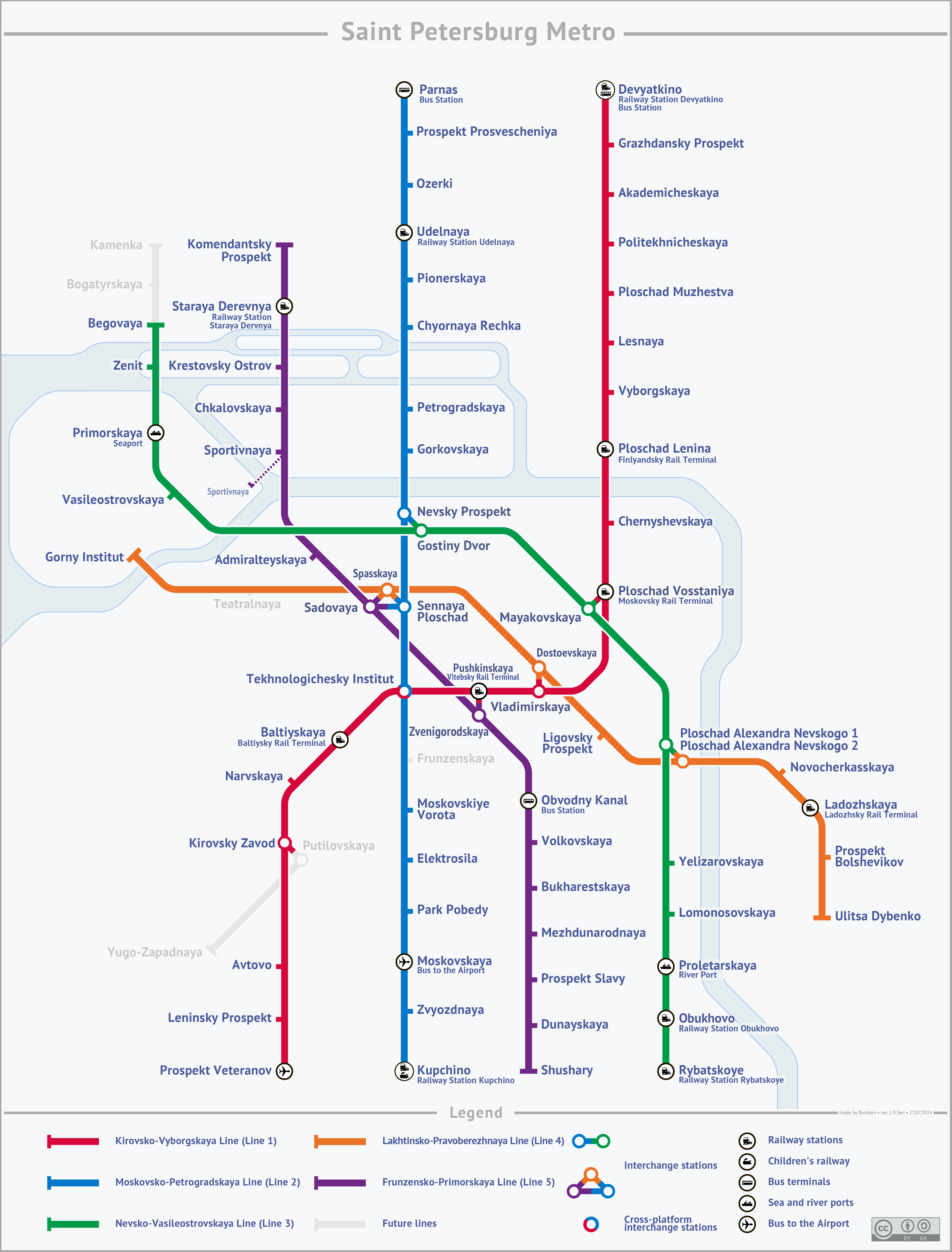
Schemat linii metra.

Metro w Sankt Petersburgu (ros.: Петербургский метрополитен) – system kolei podziemnej zlokalizowany w mieście Petersburgu i w obwodzie leningradzkim (tylko jedna stacja), na terenie Federacji Rosyjskiej. Składa się z pięciu linii. Jest to jeden z najgłębiej położonych systemów metra na świecie. Odznaczone Orderem Lenina i stąd przed rozpadem Związku Radzieckiego oficjalnie znane jako Odznaczone Orderem Lenina Leningradzkie Metro imienia Włodzimierza Lenina (ros.: Ленинградский Ордена Ленина Метрополитен имени В.И. Ленина).

## Historia i charakterystyka
Metro w mieście nad Newą zostało uruchomione 15 listopada 1955 roku. Metro w Petersburgu to: 128.4 km podziemnych linii, 73 stacje i 307 schodów ruchomych. W 2019 roku przewiozło 762,5 mln pasażerów. Jednocześnie jest to jeden z najgłębiej położonych systemów metra na kuli ziemskiej. Najgłębiej położona stacja – Admirałtiejskaja – znajduje się na głębokości 86 metrów. System obsługuje pięć zajezdni. 

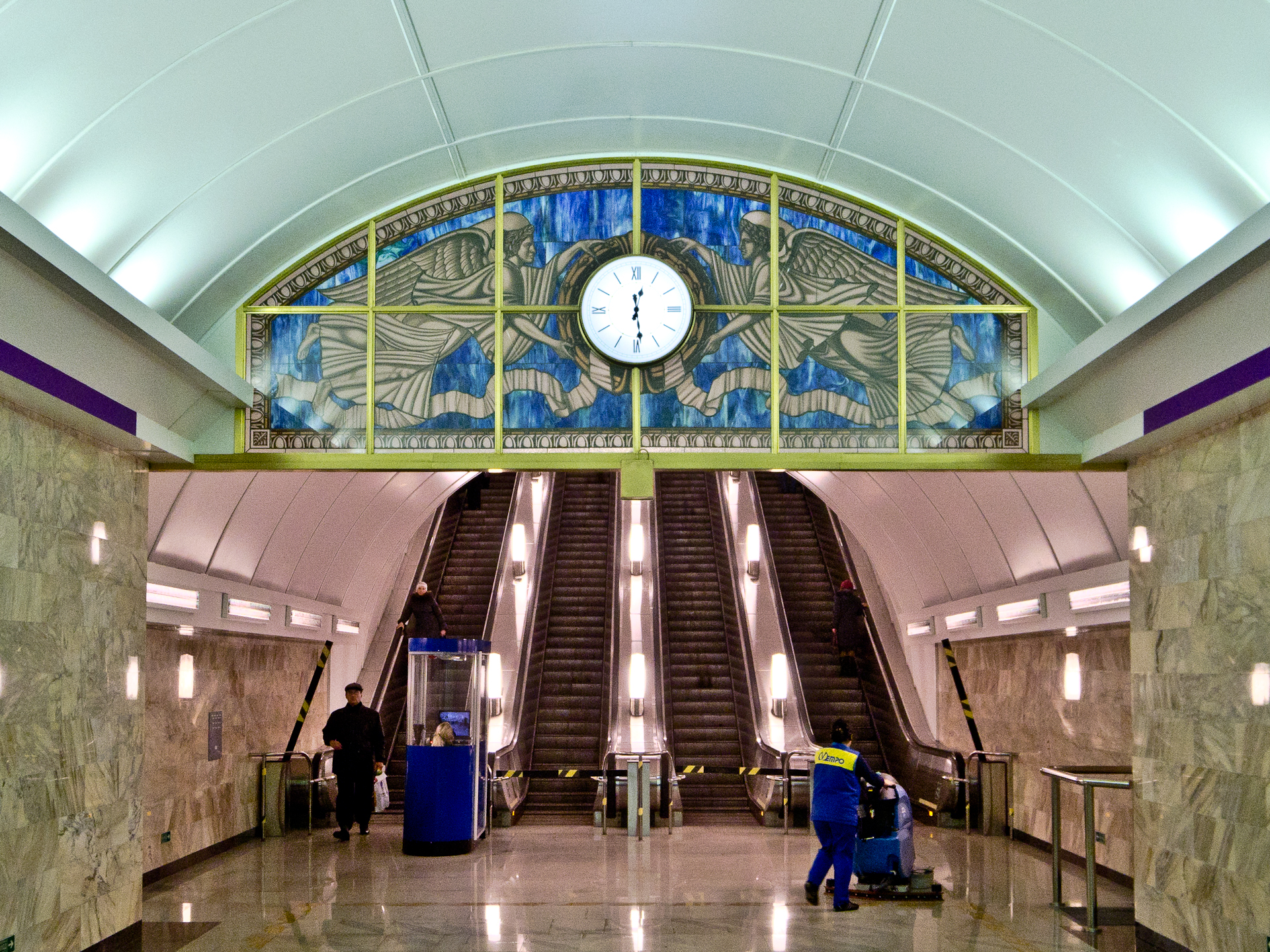
Kompozycja witrażowa na stacji metra Admirałtiejskaja

Pomysły budowy metra w mieście pojawiły się jeszcze w czasach Imperium Rosyjskiego, a pierwsze plany zaistniały w 1889 roku. Były one rozwijane i uzupełniane na przestrzeni kolejnych dziesięcioleci, ale żadne prace nie rozpoczęły się. Sytuacja zmieniła się po 1917 roku, a w latach trzydziestych XX wieku plany budowy metra w Leningradzie nabrały tempa. W 1941 roku Rada Komisarzy Ludowych Związku Radzieckiego podjęła oficjalną decyzję o budowie systemu kolei podziemnej w dawnej stolicy. Jeszcze w kwietniu rozpoczęły się roboty budowlane, ale w zaledwie kilka tygodni później, wskutek ataku Niemiec na Związek Radziecki zostały one wstrzymane.
W rok po zakończeniu II wojny światowej, 21 maja 1946 roku, wznowiono prace na budowie leningradzkiego metra. 10 grudnia 1946 roku rozpoczął się I etap konkursu na architektoniczne projekty stacji, który został ostatecznie rozstrzygnięty po trzeciej rundzie, w 1950 roku. W 1954 roku władze miasta utworzyły przedsiębiorstwo komunalne zajmujące się obsługą metra w Leningradzie. W 1955 roku, z moskiewskiego metra, przekazano do Leningradu 59 pojazdów, a w marcu rozpoczęła się rekrutacja pracowników. 8 października metro przeszło pomyślnie testy, 14 listopada Rada Najwyższa ZSRR nadała mu imię Włodzimierza Lenina. Pierwsza linia (oznaczona kolorem czerwonym) została oficjalnie uruchomiona dla pasażerów dzień później, 15 listopada 1955 roku. W roku 1961 otwarta została druga linia (oznaczona kolorem niebieskim), w 1967 roku nastąpiło otwarcie trzeciej linii (zielonej), a w 1985 roku czwartej (pomarańczowej). Po rozpadzie Związku Radzieckiego i przemianowania Leningradu na Petersburg, także metro w mieście w dawnej stolicy Imperium Rosyjskiego zmieniło swą nazwę, a także straciło patronat Włodzimierza Lenina. W 2008 roku została otwarta piąta linia, którą oznaczono kolorem fioletowym. Od 2005 roku funkcjonuje Muzeum Metra. W dniu 3 kwietnia 2017 doszło do ataku terrorystycznego na linii 2.

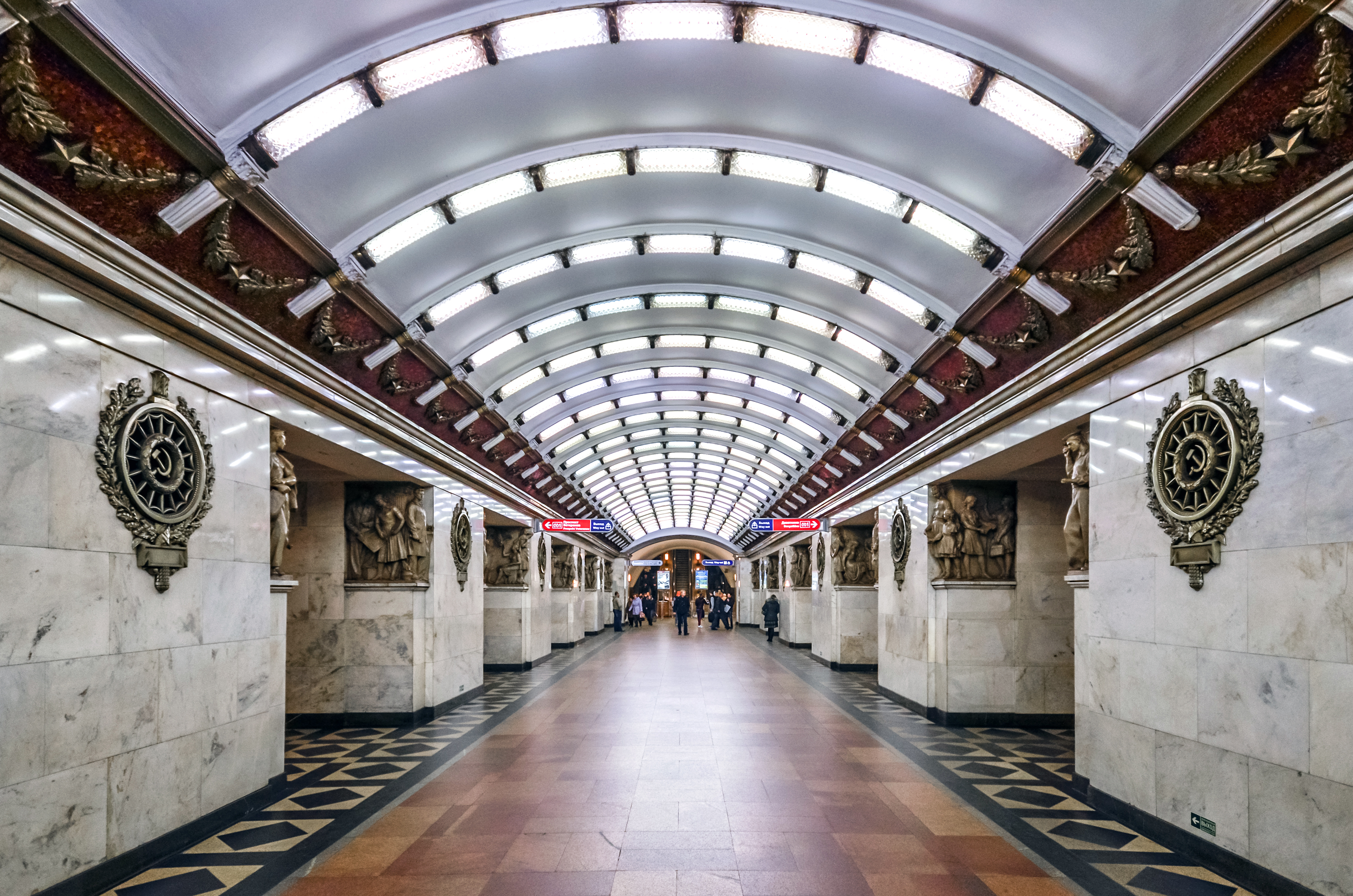
Stacja metra Narwskaja – hol centralny

## Kalendarium
| Data                | Linia                                         | Odcinek / Stacja                                        | Liczba nowych stacji | Liczba wszystkich stacji | Długość odcinka (km) | Długość łączna (km)                                                                                     | Komentarz |
| ------------------- | --------------------------------------------- | ------------------------------------------------------- | -------------------- | ------------------------ | -------------------- | --- | --- |
| 15 listopada 1955   |                                               | Awtowo – Płoszczad´ Wosstanija                          | 7                    | 7                        | 9.98                 | 9.98 | Bez Puszkińskiej |
| 30 kwietnia 1956    | Puszkinskaja                                  | 1                                                       | 8                    | 0                        | 9.98                 | Nowa stacja na będącym w eksploatacji torze między stacjami Tiechnołogiczeskij institut i Władimirskaja | |
| 1 czerwca 1958      | Płoszczad´ Wosstanija – Płoszczad´ Lenina     | 1                                                       | 9                    | 3.16                     | 13.14                | Bez Czernyszewskiej                                                                                     | |
| 1 września 1958     | Czernyszewskaja                               | 1                                                       | 10                   | 0                        | 13.14                | Nowa stacja na będącym w eksploatacji torze między stacjami Płoszczad´ Wosstanija i Płoszczad´ Lenina   | |
| 29 kwietnia 1961    |                                               | Park Pobiedy – Tiechnołogiczeskij institut              | 5                    | 15                       | 5.38                 | 18.52                                                                                                   | – |
| 1 lipca 1963        | Tiechnołogiczeskij institut – Pietrogradskaja | 4                                                       | 19                   | 5.87                     | 24.39                | | – |
| 1 czerwca 1966      |                                               | Awtowo – Dacznoje                                       | 1                    | 20                       | 1.50                 | 25.89                                                                                                   | Otwarcie tymczasowego przystanku końcowego Dacznoje |
| 3 listopada 1967    |                                               | Wasileostrowskaja – Płoszczad´ Aleksandra Niewskogo     | 4                    | 24                       | 6.71                 | 32.59                                                                                                   | – |
| 25 grudnia 1969     |                                               | Park Pobiedy – Moskowskaja                              | 1                    | 25                       | 1.85                 | 34.44                                                                                                   | – |
| 21 grudnia 1970     |                                               | Płoszczad´ Aleksandra Niewskogo – Łomonosowskaja        | 2                    | 27                       | 5.79                 | 40.22                                                                                                   | – |
| 25 grudnia 1972     |                                               | Moskowskaja – Kupczino                                  | 2                    | 29                       | 4.34                 | 44.57                                                                                                   | – |
| 22 kwietnia 1975    |                                               | Płoszczad´ Lenina – Lesnaja                             | 2                    | 31                       | 3.40                 | 47.97                                                                                                   | – |
| 31 grudnia 1975     | Lesnaja – Akadiemiczeskaja                    | 3                                                       | 34                   | 4.30                     | 52.27                | | – |
| 5 października 1977 | Awtowo – Dacznoje                             | -1                                                      | 33                   | −1.50                    | 50.77                | Zamknięcie tymczasowego przystanku końcowego Dacznoje                                                   | |
| 5 października 1977 | Awtowo – Prospiekt Wietieranow                | 2                                                       | 35                   | 3.46                     | 54.23                | Zamknięcie tymczasowego przystanku końcowego Dacznoje                                                   | |
| 29 grudnia 1978     | Akadiemiczeskaja – Diewiatkino                | 2                                                       | 37                   | 5.27                     | 59.50                | – | |
| 28 września 1979    |                                               | Wasileostrowskaja – Primorskaja                         | 1                    | 38                       | 2.18                 | – | 61.68 |
| 10 lipca 1981       | Łomonosowskaja – Obuchowo                     | 2                                                       | 40                   | 4.26                     | 65.94                | – | |
| 4 listopada 1982    |                                               | Pietrogradskaja – Udielnaja                             | 3                    | 43                       | 6.65                 | – | 72.58 |
| 28 grudnia 1984     |                                               | Obuchowo – Rybackoje                                    | 1                    | 44                       | 3.62                 | – | 76.20 |
| 30 grudnia 1985     |                                               | Płoszczad´ Aleksandra Niewskogo – Prospiekt Bolszewikow | 4                    | 48                       | 5.16                 | – | 81.36 |
| 1 października 1987 | Prospiekt Bolszewikow – Ulica Dybienko        | 1                                                       | 49                   | 1.70                     | 83.06                | – | |
| 19 sierpnia 1988    |                                               | Udielnaja – Prospiekt Proswieszczenija                  | 2                    | 51                       | 3.84                 | – | 86.89 |
| 30 grudnia 1991     |                                               | Płoszczad´ Aleksandra Niewskogo – Sadowaja              | 3                    | 54                       | 4.79                 | – | 91.68 |
| 4 grudnia 1995      |                                               | Lesnaja – Płoszczad´ Mużestwa                           | 0                    | 54                       | –2.15                | 89.54                                                                                                   | Zamknięcie tunelu między stacjami Lesnaja i Płoszczad´ Mużestwa z powodu zalania; podzielenie linii Kirowsko-Wyborskiej na dwa osobne odcinki                                  |
| 15 września 1997    |                                               | Sadowaja – Czkałowskaja                                 | 2                    | 56                       | 4.75                 | 94.29                                                                                                   | Bez Admirałtiejskiej |
| 14 stycznia 1999    | Czkałowskaja – Staraja Dieriewnia             | 1                                                       | 57                   | 4.24                     | 98.52                | Bez Krestowskiego ostrowa                                                                               | |
| 3 września 1999     | Krestowskij ostrow                            | 1                                                       | 58                   | 0                        | 98.52                | Nowa stacja na będącym w eksploatacji torze między stacjami Czkałowskaja i Staraja Dieriewnia           | |
| 26 czerwca 2004     |                                               | Lesnaja – Płoszczad´ Mużestwa                           | 0                    | 58                       | 2.23                 | 100.75                                                                                                  | Otwarcie nowych tuneli między stacjami Lesnaja i Płoszczad´ Mużestwa z powodu zalania pierwotnych tuneli w 1995 roku; przywrócenie ruchu na całej linii Kirowsko-Wyborskiej    |
| 26 kwietnia 2005    |                                               | Staraja Dieriewnia – Komiendantskij Prospiekt           | 1                    | 59                       | 2.66                 | 103.41                                                                                                  | – |
| 22 grudnia 2006     |                                               | Prospiekt Proswieszczenija – Parnas                     | 1                    | 60                       | 2.20                 | 105.61                                                                                                  | – |
| 20 grudnia 2008     |                                               | Zwienigorodskaja – Wołkowskaja                          | 2                    | 62                       | 3.86                 | 109.48                                                                                                  | Bez Obwodnego kanału |
| 7 marca 2009        |                                               | Dostojewskaja – Sadowaja                                | 0                    | 62                       | –2.26                | 107.21                                                                                                  | Zamknięcie odcinka między stacjami Dostojewskaja i Sadowaja dla ruchu pasażerskiego; odcinek Sadowaja – Komiendantskij Prospiekt włączono w skład linii Frunzeńsko-Nadmorskiej |
| 7 marca 2009        | Dostojewskaja – Spasskaja                     | 1                                                       | 63                   | 1.78                     | 108.99               | | Zamknięcie odcinka między stacjami Dostojewskaja i Sadowaja dla ruchu pasażerskiego; odcinek Sadowaja – Komiendantskij Prospiekt włączono w skład linii Frunzeńsko-Nadmorskiej |
| 7 marca 2009        |                                               | Sadowaja –Zwienigorodskaja                              | 0                    | 63                       | 1.26                 | 110.25                                                                                                  | Zamknięcie odcinka między stacjami Dostojewskaja i Sadowaja dla ruchu pasażerskiego; odcinek Sadowaja – Komiendantskij Prospiekt włączono w skład linii Frunzeńsko-Nadmorskiej |
| 30 grudnia 2010     | Obwodnyj kanał                                | 1                                                       | 64                   | 0                        | 110.25               | Nowa stacja na będącym w eksploatacji torze między stacjami Zwienigorodskaja i Wołkowskaja              | |
| 28 grudnia 2011     | Admirałtiejskaja                              | 1                                                       | 65                   | 0                        | 110.25               | Nowa stacja na będącym w eksploatacji torze między stacjami Sportiwnaja i Sadowaja                      | |
| 28 grudnia 2012     | Wołkowskaja – Meżdunarodnaja                  | 2                                                       | 67                   | 3.33                     | 113.58               | – | |
| 26 maja 2018        |                                               | Primorskaja – Biegowaja                                 | 2                    | 69                       | 6.28                 | – | 118.6 |
| 3 października 2019 |                                               | Meżdunarodnaja – Szuszary                               | 3                    | 72                       | 6.20                 | – | 124.8 |
| 27 grudnia 2024     |                                               | Spasskaja – Gornyj institut                             | 1                    | 73                       | 3.60                 | 128.4                                                                                                   | Bez Teatralnej |

## Linie metra

### Czynne
| Symbol   | Nazwa (cyrylica)        | Nazwa (trb. polska)      | Stacje końcowe                      | Otwarcie | Ostatnia rozbudowa | Długość (km) | Liczba stacji |
| -------- | ----------------------- | ------------------------ | ----------------------------------- | -------- | ------------------ | ------------ | ------------- |
|          | Кировско-Выборгская     | Kirowsko-Wyborska        | Prospiekt Wietieranow – Diewiatkino | 1955     | 1978               | 29.7         | 19            |
|          | Московско-Петроградская | Moskiewsko-Piotrogrodzka | Kupczino – Parnas                   | 1961     | 2006               | 30.1         | 18            |
|          | Невско-Василеостровская | Newsko-Wasileostrowska   | Rybackoje – Biegowaja               | 1967     | 2018               | 27.6         | 12            |
|          | Лахтинско-Правобережная | Łachtinsko-Prawobrzeżna  | Ulica Dybienko – Gornyj institut    | 1985     | 2024               | 14.8         | 9             |
|          | Фрунзенско-Приморская   | Frunzeńsko-Nadmorska     | Komiendantskij Prospiekt – Szuszary | 2008     | 2019               | 26.2         | 15            |
| Łącznie: | Łącznie:                | Łącznie:                 | Łącznie:                            | Łącznie: | Łącznie:           | 128.4        | 73            |

### Budowane
| Symbol | Nazwa (cyrylica)          | Nazwa (trb. polska)      | Stacje końcowe                | Planowane otwarcie | Długość (km) | Liczba stacji |
| ------ | ------------------------- | ------------------------ | ----------------------------- | ------------------ | ------------ | ------------- |
|        | Красносельско-Калининская | Krasnosielsko-Kalinińska | Jugo-Zapadnaja – Putiłowskaja | 2025               | –            | 2 (etap I)    |

## Dane statystyczne
W 2011 roku metro w Petersburgu przewiozło łącznie 786 milionów pasażerów, co ulokowało je na piętnastym miejscu, pod względem natężenia ruchu, na świecie. W 2019 roku przewiozło 762,5 mln pasażerów. Liczba wozokilometrów w 2019 roku wyniosła 236 mln. Zatrudnienie na koniec 2020 roku wynosiło 19091 osób, w tym 1435 na szczeblu kierowniczym.

### Liczba wozokilometrów w poszczególnych latach
- 2015 – 211,4 mln
- 2016 – 213,1 mln
- 2017 – 215,9 mln
- 2018 – 228,8 mln
- 2019 – 235,96 mln[1]

### Liczba pasażerów w poszczególnych latach
- 2015 – 741,7 mln
- 2016 – 740,4 mln
- 2017 – 726,5 mln
- 2018 – 743,2 mln
- 2019 – 762,46 mln[1]

### Liczba wagonów w poszczególnych latach
- 2015 – 1680 szt.
- 2016 – 1711 szt.
- 2017 – 1805 szt.
- 2018 – 1895 szt.
- 2019 – 1929 szt.[1]

### Stopień pokrycia wydatków własnych dochodami z transportu pasażerów i innych zysków
- 2014 – 68,35%
- 2015 – 67,75%
- 2016 – 67,43%
- 2017 – 65,66%
- 2018 – 65,36%
- 2019 – 56,30%
- 2020 – 54,79%[1]

## Pozostałe informacje

### Orkiestrowy rekord Guinnessa
1 września 2019 roku około 300 pracowników petersbuskiego metra wzięło udział w ustanowieniu rekordu Guinnessa w kategorii „Największa orkiestra”. Znaleźli się oni w grupie ponad 20 tys. osób, które – przy akompaniamencie orkiestry liczącej 8097 muzyków – uroczyście odśpiewały hymn Rosji na trybunach stadionu Gazprom Arena w Petersburgu. W sumie w akcji wzięło udział 181 orkiestr i 200 chórów z 85 regionów kraju. Jednocześnie było to największe w historii wykonanie hymnu Rosji na żywo. Rosyjscy artyści pobili poprzedni rekord, ustanowiony w grudniu 2017 roku, kiedy na stadionie Gocheok Sky Dome we Seulu zagrało 8076 muzyków.